# Kotleareve, Jovtnevîi
Kotleareve (în ucraineană Котляреве) este localitatea de reședință a comunei Kotleareve din raionul Jovtnevîi, regiunea Mîkolaiiv, Ucraina.

## Demografie
Componența lingvistică a localității Kotleareve
     Ucraineană (87,33%)
     Rusă (11,61%)
     Alte limbi (0,5%)
Conform recensământului din 2001, majoritatea populației localității Kotleareve era vorbitoare de ucraineană (87,33%), existând în minoritate și vorbitori de rusă (11,61%).